# Данијел Морено
Данијел Морено, (шп. Daniel Moreno; 5. септембар 1981) бивши је шпански професионални бициклиста који је последње возио вози за амерички UCI ворлд тур тим ЕФ едукејшен фрст—драпак п/б кенондејл. Највећи успех остварио је 2012. године када је завршио пети на Вуелта а Еспањи, где има три етапне победе, као и 2013. када је освојио Флеш Валон, а такође је по једном освојио Вуелта а Бургос, Гран при Мигел Индураин и Ђиро дел Пијемонт.
Професионалну каријеру почео је 2004. и исте сезоне завршио је Тур оф Бритејн на петом мјесту. Године 2005, завршио је Вуелта а Андалузију на другом мјесту, док је прву побједу остварио 2007, када је освојио трку Ескалада а Монжуик. Године 2008. прешао је у шпански ворлд тур тим Кес д’Епарњ; у првој сезони остварио је једну побједу, док је 2009. завршио Тур де Полоње на другом мјесту. Године 2010. прешао је у белгијски тим Омега фарма—лото, гдје је остао једну сезону, након чега је 2011. прешао у руски тим Каћуша. У првој сезони, освојио је Ђиро дел Пијемонт, док је 2012. освојио Вуелта а Бургос и Гран при Мигел Индураин, уз двије етапне побједе на Критеријуму ди Дофине, а Вуелта а Еспању је, радећи за Хоакима Родригеза који је завршио на трећем мјесту, завршио на петом мјесту.
Године 2013. освојио је Флеш Валон, док је Критеријум ди Дофине завршио на трећем мјесту, иза Криса Фрума и Ричија Порта; на трећем мјесту завршио је и Милано—Торино, док је Ђиро ди Ломбардију завршио на шестом мјесту. Вуелта а Еспању је завршио на десетом мјесту, уз двије етапне побједе, а носио је црвену, лидерску мајицу, на једној етапи. Године 2014. завршио је Вуелта а Бургос на другом мјесту и Милано—Торино на трећем, док је сва три арденске класика — Амстел голд рејс, Флеш Валон и Лијеж—Бастоњ—Лијеж завршио на деветом мјесту. Године 2015. завршио је Ђиро ди Ломбардију на другом мјесту, иза Винченца Нибалија, док је Вуелта а Бургос завршио на трећем мјесту, уз једну етапну побједу и освојену класификацију по поенима.
Године 2016. прешао је у Мовистар, гдје је прве сезоне освојио бронзану медаљу на друмској трци у оквиру Европског првенства, док је Вуелта а Астуријас завршио на трећем мјесту, уз једну етапну побједу и освојену класификацију по поенима. Године 2017. завршио је на четвртом мјесту на националном првенству у друмској вожњи и на седмом мјесту на Вуелта а Бургос трци.
Године 2018. прешао је у ЕФ едукејшен фрст—драпак п/б кенондејл. Најбољи резултат било му је шесто мјесто на националном првенству у друмској вожњи, а на крају сезоне завршио је каријеру.

## Каријера

### 2004—2007
Морено је постао професионалац 2004. године, у тиму Релах Фуеналабрада. У својој првој трци, Туру Британије, освојио је пето мјесто.
2005. године, освојио је друго мјесто на Вуелта Андалузија трци. 2006. године, коначно је остварио прву побједу, побиједивши на етапи на Класику Алкобендас, а затим је освојио етапу и на Вуелта Алентехо трци, уз три подијума, на Алкобендасу (трећи), Алентеху (други) и Вуелта Бургос трци (трећи).
2007. је такође била успјешна за Морена, освојио је по етапу у Аргентини, на Тур де Сан Луис трци и у Мексику, на Вуелта Чивава трци. На Вуелта а Еспањи остварио је једно друго мјесто на етапи и завршио је трку на 12 мјесту.

### 2008—2010
Тим Релах Фуеналабрада се распао на крају 2007. године и Морено је остао без уговора. Тек у марту 2008. придружио се Шпанском тиму Кес д’Епарњ (садашњи Мовистар), где се задржао двије године, радећи за Алехандра Валвердеа. Значнији резултати 2008. су му девето мјесто на Вуелта а Бургос трци и 12 мјесто на Вуелта а Еспањи. 2009. освојио је четврту етапу на Вуелта Чивава трци, завршио је други на Купу Јапана, Ђиру Пијемонта и Туру Пољске, а на Вуелта а Еспањи, освојио је 11 мјесто.
На крају сезоне прешао је у белгијски тим Омега Фарма—Лото, гдје је остао само једну сезону и није забиљежио ниједан значајан резултат, тек осмо место на Класику Алмерије.

### 2011—2015
2011. године прешао је у руски тим Каћуша, са којим је остварио најбоље резултате и играо улогу првог помоћника за сународника, Хоакима Родригеза. Прве сезоне у Каћуши, освојио је етапу и завршио је други на Вуелти Бургос, затим је освојио и етапу на Вуелта а Еспањи, гдје је завршио девети на крају, а у октобру, освојио је своју прву трку — Ђиро дел Пијемонт.
2012. је била најуспјешнија година за Морена, освојио је трку Гран при Мигел Индураин, освојио је етапу на Вуелта Андалузији и двије етапе на Критеријуму ди Дофине. Морено је био први помоћник Родригезу на Ђиро д’Италији, гдје је Родригез освојио друго, а Морено 20 мјесто. Након тога, Морено је освојио Вуелту Бургос и дошао је на Вуелта а Еспању опет као први помоћник за Родригеза, који је завршио трећи, а Морено је завршио пети, што је његов најбољи резултат на Вуелти.
2013. године, остварио је највећу побједу у каријери, освојио је Флеш Валон, испред Филипа Жилбера и Карлоса Бетанкура. Завршио је трећи на Критеријуму ди Дофине и на трци Милано—Торино. На Вуелта а Еспањи, освојио је двије етапе и завршио је на десетом мјесту.
2014. године није остварио ниједну побједу. Завршио је други на Вуелта Бургос трци, трећи на трци Милано—Торино, осми на Тирено—Адријатико трци и завршио је девети на сва три Арденска класика — Амстел голд рејсу, Флеш Валону и на Лијеж—Бастоњ—Лијежу. На крају сезоне, завршио је десети на Туру Омана.
2015. године, забиљежио је само једну побједу, освојио је етапу на Вуелта Бургос трци. Поред тога, освојио је друго мјесто на Ђиру Ломбардије, четврто мјесто на класику Сан Себастијан, пето на Флеш Валону, шесто на Туру Сан Луиса, девето на Вуелта а Еспањи и на трци Милано—Торино и десето место на Лијеж—Бастоњ—Лијежу.

### 2016
На почетку 2016. године, Морено је прешао у Мовистар.
На почетку сезоне завршио је на 16 мјесту на Тирено—Адријатику и на 20 мјесту на Амстел голд рејсу. Прву побједу остварио је на Вуелти Астуријас, гдје је побиједио на трећој етапи. Морено је возио Тур де Франс као помоћник Наиру Кинтани, али, нити је био ту да ради за Кинтану у брдима нити је покушао да оствари етапну победу. Најбољи пласман му је било 23 мјесто на етапи 12.